# Asobara angusticellula
Asobara angusticellula är en stekelart som först beskrevs av Papp 1967.  Asobara angusticellula ingår i släktet Asobara och familjen bracksteklar. Inga underarter finns listade.